# Campionati mondiali di nuoto in vasca corta 2022 - 200 metri dorso femminili
La gara dei 200 metri dorso femminili dei campionati mondiali di nuoto in vasca corta 2022 si è svolta il 18 dicembre 2022. Al mattino si sono svolte le batterie, mentre la finale si è disputata nella serata.

## Podio
| Pos.    | Atleta         | Nazione     |
| ------- | -------------- | ----------- |
| Oro     | Kaylee McKeown | Australia   |
| Argento | Claire Curzan  | Stati Uniti |
| Bronzo  | Kylie Masse    | Canada      |

## Record
Prima della manifestazione il record del mondo (RM) e il record dei campionati (RC) erano i seguenti.
|  | 1'58"94 | Kaylee McKeown | 28 novembre 2020 Brisbane |
|  | 1'59"23 | Katinka Hosszú | 5 dicembre 2014 Doha      |

Durante la competizione non sono stati migliorati record.

## Risultati

### Batterie
| Pos. | Batteria | Corsia | Atleta                  | Nazionalità         | Tempo       | Note |
| ---- | -------- | ------ | ----------------------- | ------------------- | ----------- | ---- |
| 1    | 3        | 1      | Claire Curzan           | Stati Uniti         | 2'02"05     | Q    |
| 2    | 5        | 4      | Kaylee McKeown          | Australia           | 2'02"32     | Q    |
| 3    | 5        | 5      | Kylie Masse             | Canada              | 2'02"54     | Q    |
| 4    | 4        | 5      | Margherita Panziera     | Italia              | 2'02"88     | Q    |
| 5    | 5        | 6      | Pauline Mahieu          | Francia             | 2'02"96     | Q    |
| 6    | 4        | 3      | Peng Xuwei              | Cina                | 2'03"27     | Q    |
| 7    | 4        | 4      | Kira Toussaint          | Paesi Bassi         | 2'03"40     | Q    |
| 8    | 5        | 3      | Ingrid Wilm             | Canada              | 2'03"57     | Q    |
| 9    | 3        | 5      | Isabelle Stadden        | Stati Uniti         | 2'03"78     |      |
| 10   | 5        | 1      | Hanna Rosvall           | Svezia              | 2'04"37     |      |
| 11   | 4        | 7      | África Zamorano         | Spagna              | 2'04"85     |      |
| 12   | 3        | 2      | Adela Piskorska         | Polonia             | 2'05"05     |      |
| 12   | 3        | 4      | Minna Atherton          | Australia           | 2'05"05     |      |
| 14   | 4        | 6      | Liu Yaxin               | Cina                | 2'05"10     |      |
| 15   | 5        | 2      | Sayaka Akase            | Giappone            | 2'05"13     |      |
| 16   | 4        | 2      | Laura Bernat            | Polonia             | 2'05"54     |      |
| 17   | 3        | 7      | Emma Terebo             | Francia             | 2'05"94     |      |
| 18   | 3        | 6      | Chiaki Yamamoto         | Giappone            | 2'06"10     |      |
| 19   | 5        | 8      | Simona Kubová           | Rep. Ceca           | 2'06"19     |      |
| 20   | 5        | 7      | Tessa Vermeulen         | Paesi Bassi         | 2'06"58     |      |
| 21   | 2        | 4      | Gabriela Georgieva      | Bulgaria            | 2'07"25     |      |
| 22   | 3        | 3      | Ingeborg Løyning        | Norvegia            | 2'07"67     |      |
| 23   | 4        | 1      | Emma Godwin             | Nuova Zelanda       | 2'07"91     |      |
| 24   | 2        | 3      | Andrea Berrino          | Argentina           | 2'08"10     |      |
| 25   | 4        | 8      | Tamara Potocká          | Slovacchia          | 2'08"61     |      |
| 26   | 2        | 5      | Hannah Pearse           | Sudafrica           | 2'08"84     |      |
| 27   | 3        | 8      | Chloe Isleta            | Filippine           | 2'09"17     |      |
| 28   | 2        | 8      | Cindy Cheung            | Hong Kong           | 2'09"55     |      |
| 29   | 2        | 7      | Alexia Sotomayor        | Perù                | 2'12"36     |      |
| 30   | 1        | 4      | Carolina Cermelli       | Panama              | 2'12"40     |      |
| 31   | 2        | 1      | Elizabeth Jiménez       | Rep. Dominicana     | 2'12"63     |      |
| 32   | 2        | 6      | Celina Márquez          | El Salvador         | 2'13"61     |      |
| 33   | 1        | 5      | Anishta Teeluck         | Mauritius           | 2'13"71     |      |
| 34   | 1        | 3      | Jennifer Harding-Marlin | Saint Kitts e Nevis | 2'31"55     |      |
| 35   | 1        | 6      | Hamna Ahmed             | Maldive             | 2'59"77     |      |
| DNS  | 2        | 2      | Tatiana Salcuțan        | Moldavia            | Non partita |      |

### Finale
| Pos. | Corsia | Atleta              | Nazionalità | Tempo   | Note |
| ---- | ------ | ------------------- | ----------- | ------- | ---- |
|      | 5      | Kaylee McKeown      | Australia   | 1'59"26 |      |
|      | 4      | Claire Curzan       | Stati Uniti | 2'00"53 |      |
|      | 3      | Kylie Masse         | Canada      | 2'01"26 |      |
| 4    | 8      | Ingrid Wilm         | Canada      | 2'01"78 |      |
| 5    | 6      | Margherita Panziera | Italia      | 2'02"18 |      |
| 6    | 7      | Peng Xuwei          | Cina        | 2'02"39 |      |
| 7    | 2      | Pauline Mahieu      | Francia     | 2'03"21 |      |
| 8    | 1      | Kira Toussaint      | Paesi Bassi | 2'05"20 |      |